# 1406

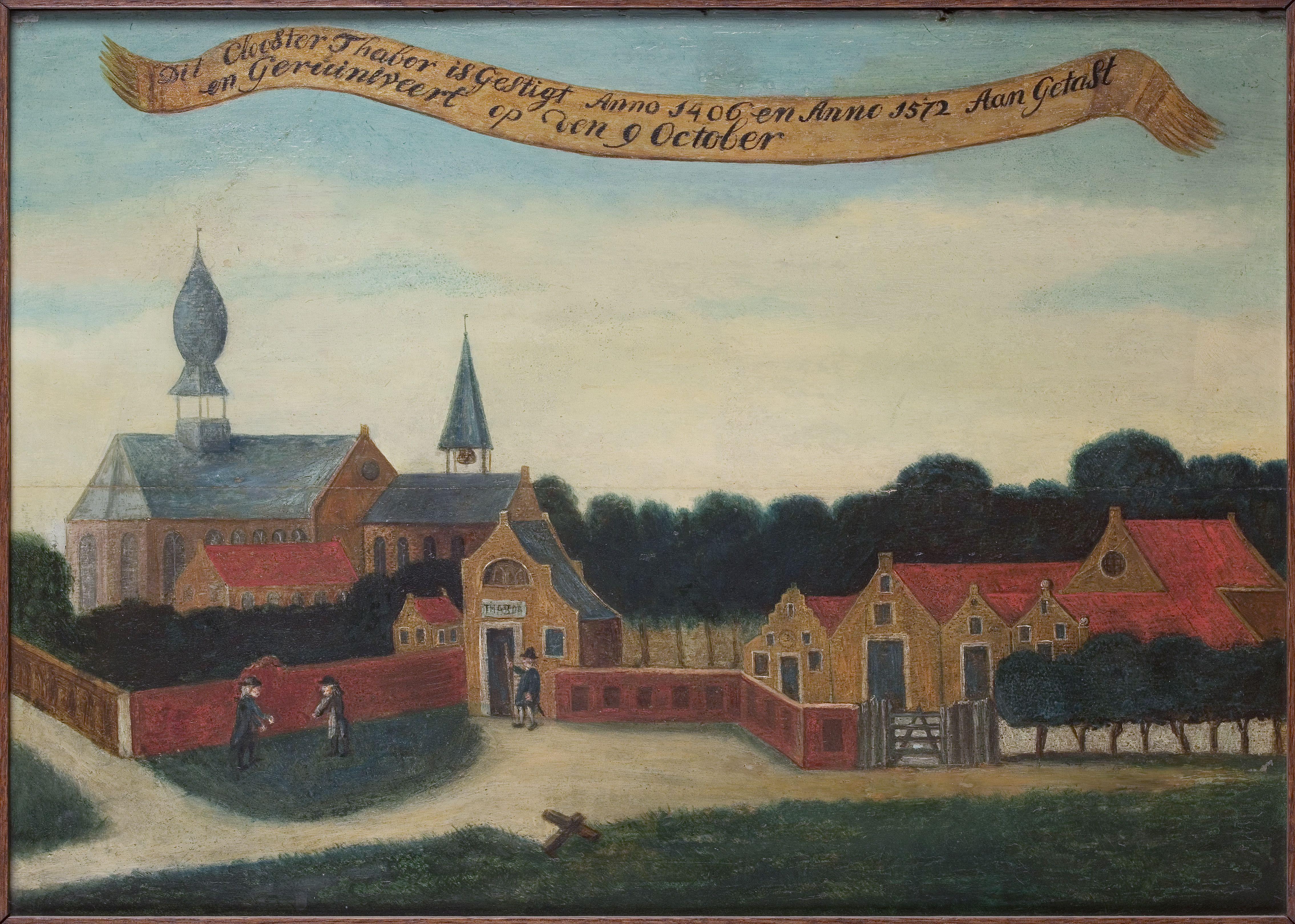
Thaborklooster

Het jaar 1406 is het 6e jaar in de 15e eeuw volgens de christelijke jaartelling.

## Gebeurtenissen
juni
- 16 - Totale zonsverduistering boven Gelre

juli
- 19 - Zwaag wordt op eigen verzoek door graaf Willem VI van Holland onder de stadsvrijheid (jurisdictie) van Hoorn gebracht.

december
- 1 - Hertogin Johanna van Brabant sterft.
- 18 - In Leuven vindt de blijde inkomste plaats van de nieuwe hertog van Brabant Anton van Bourgondië, die belooft de oude rechten van de steden en gewesten te zullen bewaren. Tevens leggen vertegenwoordigers van de drie standen van Brabant de eed van trouw af aan de nieuwe hertog.

zonder datum
- De Ming vallen Vietnam binnen, zie Vierde Chinese overheersing.
- Pisa wordt veroverd door Florence.
- In Peking begint de bouw van de Verboden Stad.
- kloosterstichtingen: Sint-Jansdal (Ermelo), Sibculo (inwijding), Thabor (nabij Sneek)
- Hendrik III van Castilië laat een paviljoen bouwen die later zal worden uitgebouwd tot het Koninklijk Paleis van El Pardo

## Opvolging
- Abbasiden (kalief van Caïro) - al-Mutawakkil I opgevolgd door al-Musta'in
- Auschwitz - Przemysław opgevolgd door zijn zoon Casimir I
- Brabant en Limburg - Johanna opgevolgd door Anton van Bourgondië
- Castilië - Hendrik III opgevolgd door zijn zoon Johan II onder regentschap van diens moeder Catharina van Lancaster en oom Ferdinand van Aragon
- paus (30 november) - Innocentius VII opgevolgd door Angelo Correr als Gregorius XII
- Rethel - Anton van Bourgondië opgevolgd door zijn broer Filips van Nevers
- Schotland - Robert III opgevolgd door zijn zoon Jacobus I
- Thüringen - Balthasar opgevolgd door zijn zoon Frederik IV

## Afbeeldingen

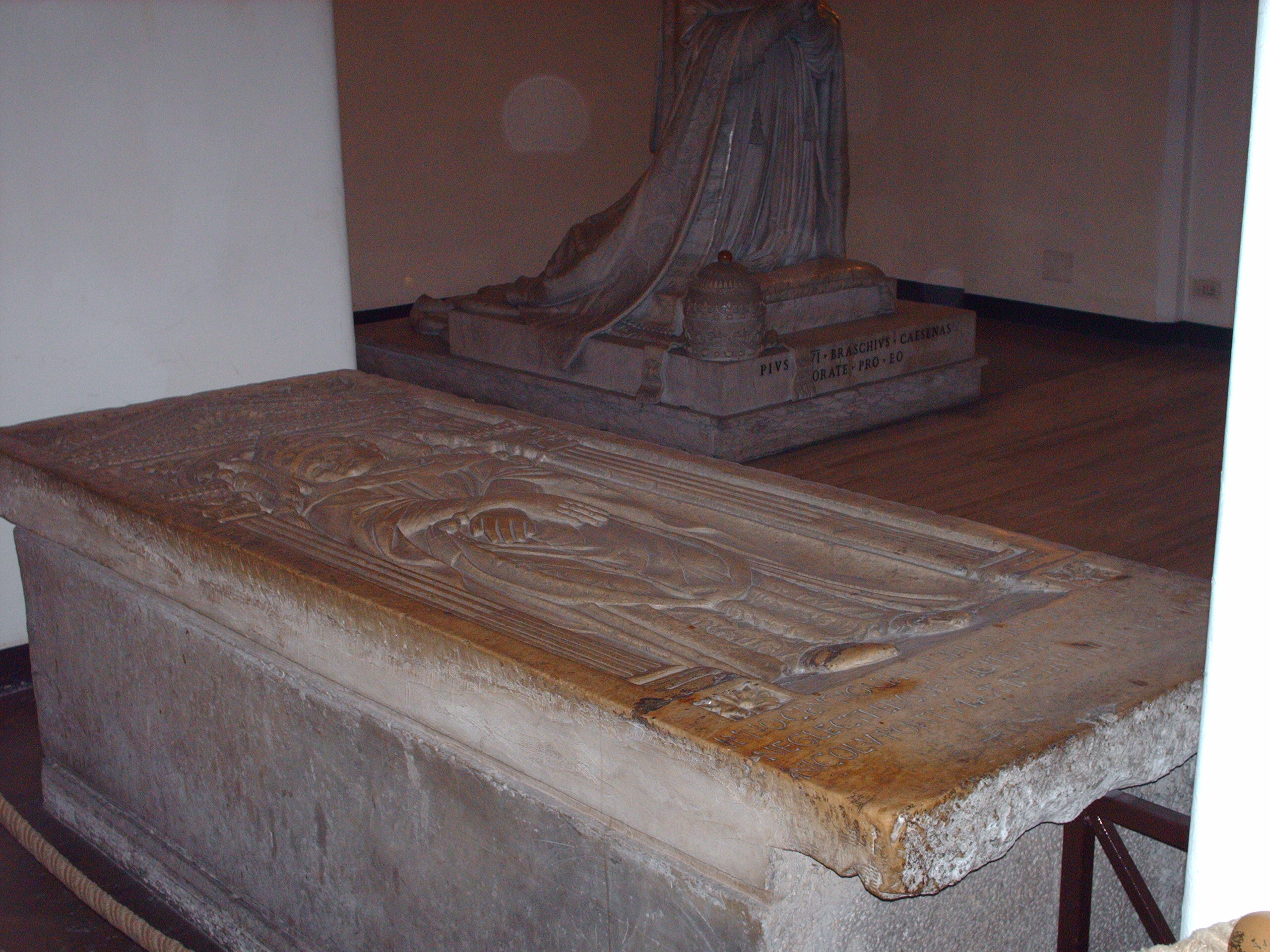
graftombe van Innocentius VII
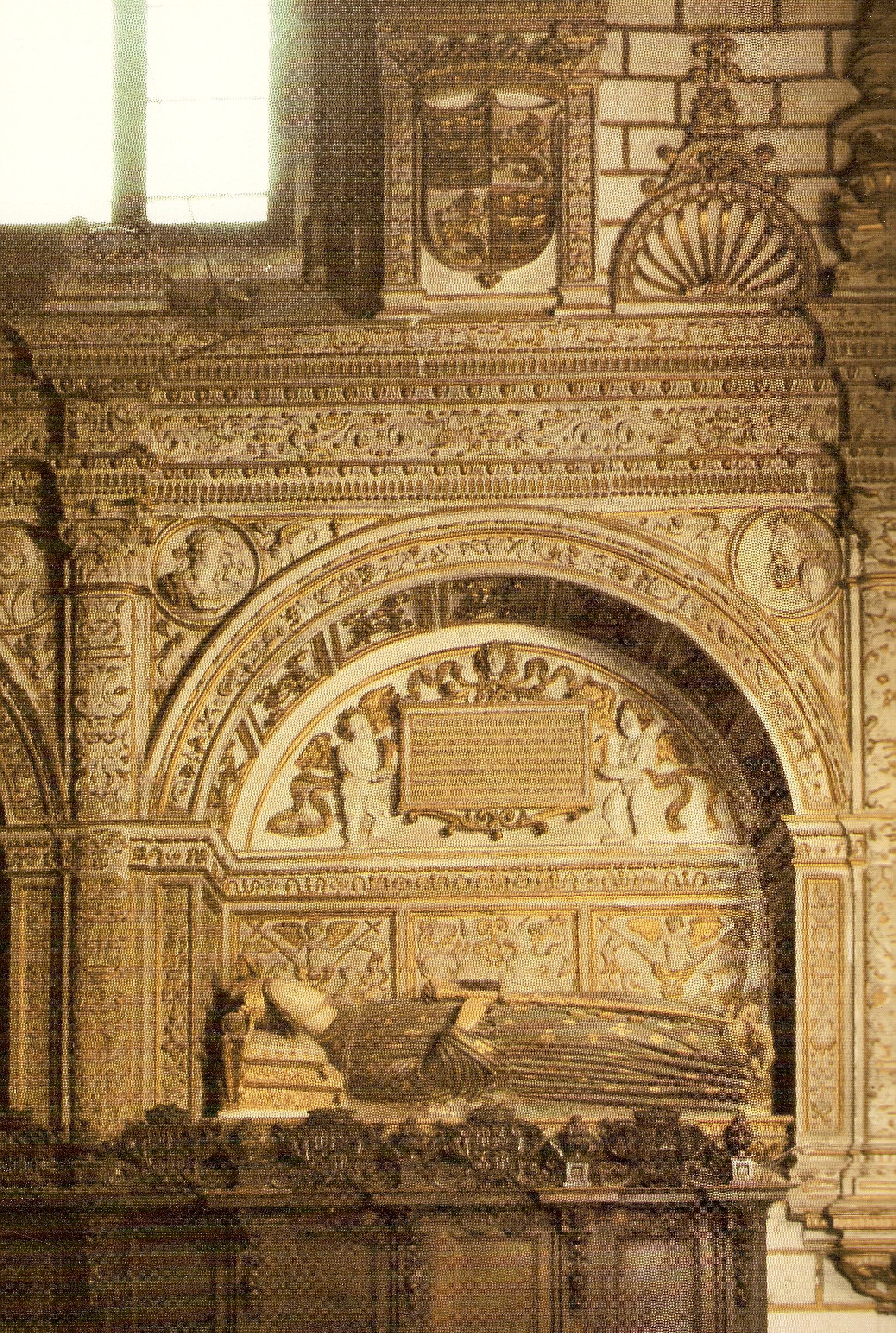
graftombe van Hendrik III
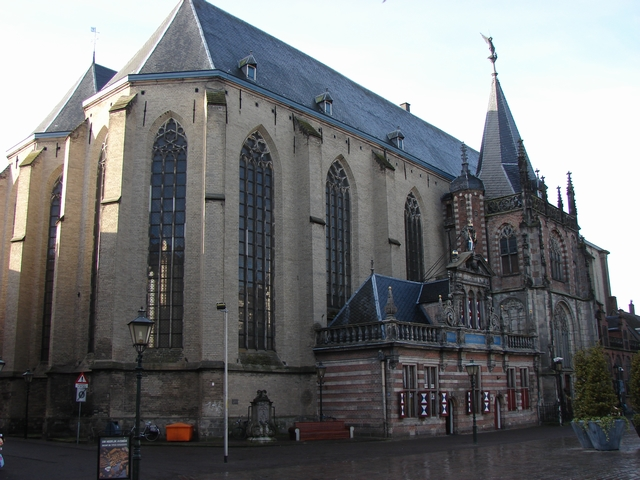
Grote of Sint-Michaëlskerk, Zwolle, bouw begonnen 1406

## Geboren
- 11 juli - Willem van Sausenberg, Duits edelman
- Chöpel Yeshe, Tibetaans geestelijk leider
- Edmund Beaufort, Engels edelman
- Henry Bourchier, Engels edelman
- Johan van Brandenburg-Kulmbach, Duits edelman
- Jorge da Costa, Portugees kardinaal
- Matteo Palmieri, Florentijns schrijver
- Filippo Lippi, Florentijns schilder (jaartal bij benadering)

## Overleden
- 1 januari - Przemysław van Auschwitz (~33), Silezisch edelman
- 17 maart - Ibn Khaldun (73), Arabisch filosoof en historicus
- 4 april - Robert III, koning van Schotland (1390-1406)
- 4 mei - Coluccio Salutati (75), Florentijns letterkundige
- 18 mei - Balthasar van Thüringen (69), markgraaf van Meißen en landgraaf van Thüringen
- 15 juli - Willem I van Stiermarken, Duits edelman
- 1 september - Johanna van Brabant (84), hertogin van Brabant en Limburg (1355-1406)
- 6 november - Innocentius VII (~70), paus (1404-1406)
- Claus Sluter (~56), Hollands-Bourgondisch beeldhouwer]
- Folkmar Allena, Oost-Fries hoveling
- Hendrik III (~26), koning van Castilië (1390-1406)
- Sybilla de Fortia (~56), echtgenote van Peter IV van Aragon
- Thomas Rempston, Engels ridder
- Pere Serra, Aragonees schilder (jaartal bij benadering)
- Tochtamysj, laatste khan van de Witte Horde (jaartal bij benadering)